# Adalbert Theodor Michel
Prof. Jur. Dr. Adalbert Theodor Michel (česky Vojtěch Theodor Michl, 15. dubna 1821 Praha – 30. srpna 1877 Axenfels, Švýcarsko) byl právník, profesor práva a rektor olomoucké univerzity a štýrskohradecké univerzity.
Michel byl roku 1844 promován doktorem práva na univerzitě v Praze. Po promoci krátce působil na univerzitách v Praze a Vídni. Od roku 1847 přednášel na Univerzitě v Krakově, v roce 1849 pak v Praze. V roce 1850 se stal profesorem na Právnické fakultě olomoucké univerzity. V roce 1854 se stal rektorem olomoucké univerzity. Po uzavření olomoucké právnické fakulty vyučoval soukromé a železniční právo na univerzitách v Innsbrucku (1858) a od roku 1860 v Štýrském Hradci, kde se také stal rektorem v roce 1867 a děkanem právnické fakulty v roce 1876.
V roce 1870 se Michel stal členem městské rady Štýrského Hradce a také zemského sněmu. V něm postupně nabýval na vlivu, a to zejména jakožto člen různých výborů, především zemského výboru, který ho pověřil posuzováním návrhů zákonů a zemských kulturních událostí.

## Werke (Auswahl)
- Die Darstellung der Gewährleistung nach dem österreichischen Privatrechte, Prag 1849.
- Sammlung der neuesten auf das österreichische Allgemeine Privatrecht sich beziehenden Gesetze und Verordnungen, Prag 1850.
- Handbuch des allg. Privatrechtes für das Kaiserthum Österr., Olomouc 1853 (druhé rozšířené vydání 1856)
- Grundriss des heutigen österreischischen allgemeinen Privatrechtes (Stručný přehled rakouského soukromého práva), Olomouc 1856
- Österreichs Eisebahnrecht, Vídeň 1860
- Landesgesetze des Herzogthums Steiermark, Štýrský Hradec 1867
- Beitrr. zur Geschichte des österr. Eherechtes, Štýrský Hradec 1870-71 (2 svazky)
- Řada článků v časopise Magazin für Rechts- und Staatswissenschaften